# Epigelasma lutea
Epigelasma lutea là một loài bướm đêm trong họ Geometridae.